# Tomás Jiménez
Tomás Jiménez Álvarez (Salamanca, España, 11 de mayo de 1979) es un futbolista español que se desempeña como centrocampista.

## Clubes
| Club               | País   | Año       |
| ------------------ | ------ | --------- |
| U. D. Salamanca    | España | 1998-2008 |
| Zamora C. F.       | España | 2008-2009 |
| C. P. Cacereño     | España | 2009-2012 |
| C. F. Villanovense | España | 2012-2013 |
| C. D. Guijuelo     | España | 2013-2014 |